# Carpinus lipoensis
Carpinus lipoensis — вид квіткових рослин з родини березових. Поширення: Китай (Гуйчжоу).

## Опис
Для цього виду доступно мало інформації про середовище існування або екологію.